# جردن گالاند
 جردن گالاند (انگلیسی: Jordan Galland؛ زادهٔ ۱۹۸۰ (۴۴–۴۵ سال)) یک موسیقی‌دان اهل ایالات متحده آمریکا است. وی از سال ۲۰۰۱ میلادی تاکنون مشغول فعالیت بوده‌است.